# Fuerte del Sarchal
El fuerte del Sarchal es un fuerte de artillería de costa del siglo XVIII situado en el Monte Hacho, en la playa del Sarchal ( antes playa Hermosa)de la ciudad española de Ceuta para prevenir posibles agresiones, teniendo su acceso desde la calle Carlos Villón Egea. Es un BIC.

## Descripción
Está construido en piedra para los gruesos muros, ladrillo macizo para las aberturas. Es de planta con forma de H, en que en el exterior se aprecian los restos destruidos de un primer cinturón defensivo a modo de muralla y foso y una garrita/torreón de vigilancia y en el interior presente un patio en el que se distribuyen las dependencias de la planta baja, lavaderos, que se añaden a la pila rectangular del exterior; secaderos, almacén, garita y cocina, sobre la que se sitúa una y cubierta posterior con una amplia terraza a modo de secadero y una nave dividida en cuatro dependencias que ha perdido la cubierta a dos aguas.